# فيلوكسازين
فيلوكسازين أوكما يًباع تحت الأسماء التجارية فيفالان أو إيموفيت أو فيفارنت أوفيسيلان هو مشتق من المورفالين وهو مثبط انتقائي لاستعادة امتصاص النورإبينفرين. ويُستخدم كمضاد للاكتئاب في بعض الدول الأوروبية، وينتج تأثيرًا محفزًا مشابهًا للأمفيتامينات، وعلى عدم وجود أي آثار إدمانية. اكتُشف الدواء وخرج للأسواق في عام 1976 على يد شركة إمبريال للتصنيعات الدوائية وتم سحبه من السوق في أوائل عام 2000 لأسباب تجارية.

## الاستخدامات
استُخدم هيرولوريك الفيلوكسازين في بعض الدول الأوروبية لعلاج الاكتئاب. 

## الآثار جانبية
تشمل الآثار الجانبية للدواء الغثيان، والتقيؤ، والأرق، وفقدان الشهية، وزيادة ترسيب كرات الدم الحمراء، و شذوذات في رسم القلب وتخطيط أمواج الدماغ، وألم البطن، والإسهال، والإمساك، والدوار، ونقص ضغط الدم الانتصابي، ووذمة الأطراف السفلية، والرتة، والرعاش، والإثارة الحركية، والتشوش الذهني، وزيادة إفراز هرمون الفازوبريسين المضاد لإدرار البول، وزيادة إفراز ناقلات الأمين، والنوبات (حيث كانت هناك ثلاث حالات في جميع أنحاء العالم، وأشارت معظم الدراسات على الحيوانات والتجارب السريرية التي شملت مرضى الصرع إلى وجود خصائص مضادة للتشنجات، لذلك لم يتم منع استخدامه بالكامل في علاج الصرع) وزيادة الرغبة الجنسية.

### التفاعلات الدوائية
يرفع فيلوكسازين مستويات الفينيتوين في الدم بمعدل 37٪. كما كان معروفًا برفعه لمستويات الثيوفيلين بشكل كبير وتقليل معدل تخلص الجسم منها، مما يؤدي في بعض الأحيان إلى جرعة زائدة عرضية من الثيوفيلين. 

## آلية العمل
يمنع فيلوكسازين، مثل إيميبرامين، إعادة امتصاص الإبينفرين في قلوب الفئران. وعلى عكس إيميبرامين، فإنه لم يمنع إعادة امتصاص النورإيبينيفرين إما في النخاع أو تحت المهاد في الفئران. أما بالنسبة للسيروتونين، فبينما كان تثبيط إعادة امتصاصه مشابهًا لمادة الديسيبرامين (أي ضعيفة جدًا)، حفّز فيلوكسازين وظائف المخ التي يتوسط فيها السيروتونين بطريقة مماثلة لأميتريبتيلين وإيميبرامين، وهما مثبطات قوية نسبيًا لاستعادة السيروتونين. وعلى عكس أي من الأدوية الأخرى التي تم اختبارها، لم تظهر أي آثار مضادة للكولين.
كما وجد أنه ينظم مستقبلات GABA B في القشرة الأمامية للفئران.

## التاريخ
اكتشف العلماء في شركة إمبريال لتصنيعات الكيميائية فيلوكسازين عندما أدركوا أن بعض حاصرات بيتا بجرعات عالية تمنع نشاط مثبطات امتصاص السيروتونين في الدماغ. ولتحسين قدرة مركباتها على عبور الحاجز الدموي الدماغي، قاموا بتغيير سلسلة الإيثانولامين الجانبية من حاصرات بيتا إلى حلقة المورفالين، مما أدّى إلى تخليق فيلوكسازين. :610  :9 تم تسويق الدواء لأول مرة في عام 1976. لم تتم الموافقة عليه من قبل إدارة الأغذية والدواء (FDA)،  لكن منحته إدارة الغذاء والدواء (FDA) تسمية يتيمة (ولكنها ليست موافقة) لاستخدامه في علاج مرض الجمدة والنوم القهري في عام 1984. وسُحب من الأسواق في جميع أنحاء العالم في عام 2002 لأسباب تجارية.
واعتبارًا من عام 2015، قامت شركة سوبرنن للتصنيعات الدوائية بتطوير تركيبات من فيلوكسازين كعلاج لاضطراب فرط الحركة ونقص الانتباه والاضطراب الاكتئابي تحت اسم SPN-809 و SPN-812.

## الأبحاث
خضع فيلوكسازين لاثنين من التجارب العشوائية المحكومة لعلاج سلس البول الليلي في الأطفال، مقابل إيميبرامين. وبحلول عام 1990، كان يُنظر إليه كبديل أقل ضررًا على القلب من الإيميبرامين، وبشكل خاص في الأشخاص الذين ينامون بشكل ثقيل.
في حالات النوم القهري، ثبت أن عقار فيلوكسازين يقمع الأعراض الإضافية مثل الصدمة الجسدية وأيضًا نوم حركة العين السريعة غير الطبيعي دون تحسين نعاس النهار.
في تجربة متقاطعة (شارك بها 56 مشاركًا) قام فيلوكسازين بإحداث تحسن كبير في أعراض مرض الجمدة. 
كما تمت دراسة فيلوكسازين لعلاج إدمان الكحول، مع بعض النجاح.
وفي حين كان فيلوكسازين فعالًا في علاج الاكتئاب، إلا أنه كان ضعيفًا نسبيًا في إحدى النجارب مزدوجة التعمية العشوائية المحكومة مقابل عقار الأميسلبرايد علاج الاكتئاب الجزئي . 
كما أنه قيد التحقيق كعلاج لاضطراب فرط الحركة ونقص الانتباه . 